# Kurt Plötner
Kurt Friedrich Plötner (ur. 19 października 1905 w Hermsdorf w Turyngii, zm. 26 lutego 1984) – niemiecki lekarz, profesor, zbrodniarz nazistowski, prowadził eksperymenty na ludziach w obozie koncentracyjnym Dachau.
Po uzyskaniu matury rozpoczął studia chemiczne w Jenie, które ukończył w 1932 r. uzyskując stopień doktora nauk chemicznych. W czasie tych studiów rozpoczął również studiowanie medycyny. W 1934 r. uzyskał dyplom lekarza i odbył staż w klinice uniwersyteckiej w Lipsku u wybitnego internisty prof. Burgera. Przeprowadził tam swój przewód habilitacyjny dotyczący analizy substancji białkowych w surowicy krwi. SS. Przed II wojną światową pełnił funkcję docenta na uniwersytecie w Lipsku. Od  maja 1933 członek NSDAP, w październiku tegoż roku do wstąpił SS, gdzie dosłużył się stopnia Sturmbannführera (w listopadzie 1944). W czasie II wojny światowej pracował w lazaretach SS w Dachau (od kwietnia 1941) i w Mińsku (luty - listopad 1942) jako ordynator. Od początków 1943 pracował jako lekarz w obozie koncentracyjnym w Dachau. Realizował tam badania nad malarią, zarażając tą chorobą więźniów, a następnie wypróbowując na chorych metodę leczenia polegającą na niepodawaniu leków, co pozwalało rozwijać się bardzo wysokiej gorączce u pacjentów, wzmacnianej jeszcze przez specjalne środki stosowane przez lekarza. Gorączka miała zdaniem Plötnera doprowadzić do naturalnego samowyleczenia. W konsekwencji szereg więźniów zarażonych przez Plötnera zmarło.
Po aresztowaniu Raschera przejął kierownictwo "Stacji R".
Od lata 1944 Plötner pracował w Instytucie Wojskowych Badań Planowych, wykonując serię eksperymentów na ludziach, związanych z testowaniem działania przeciwkrwotocznego m.in. "Polygalu" (środka żelującego do marmolady o znikomej przydatności w razie zranienia) - celem badań było znalezienie "środka zasklepiającego rany na polu bitwy". Prowadził także na 5 skazanych na śmierć więźniach Sachsenhausen badania poświęcone skuteczności zabijania ludzi przez środek bojowy (żrąco-palący) "N-Stoff" (trifluorek chloru). Był też przydzielony do pomocy Beiglböckowi eksperymentującemu z wodą morską. Poszukiwał eliksiru prawdy, którym miała być podawana wytypowanym więźniom meskalina (uzyskiwane "zeznania", niewątpliwie pełne chemicznie wywołanych wizji, musiały być bezużyteczne). "Badania" te, mające znamiona przestępstw a pozbawione głębszej wartości naukowej (wynik ich był łatwy do przewidzenia zaś eksperymentalne potwierdzenie zbędne) prowadzone były pod egidą organizacji nazistowskich "naukowców" Ahnenerbe. W tym czasie starał się o otrzymanie tytułu profesora, jednak wniosek został odrzucony, z powodu niskiego poziomu naukowego prac Plötnera.
Od 1945 do 1952 Plötner mieszkał w Niemczech pod fałszywym nazwiskiem Schmidt. Następnie, już pod swoim nazwiskiem, robił karierę medyczną i naukową w Niemczech. Od 1952 pracował na wydziale medycznym uniwersytetu we Fryburgu Bryzgowijskim, gdzie w 1954 w uznaniu jego dorobku naukowego otrzymał tytuł profesora nadzwyczajnego. W 1968 r. byli więźniowie obozu w Dachau wnieśli oskarżenie przeciwko Plötnerowi do prokuratury monachijskiej. Wobec braku dowodów winy, Plötnera zwolniono. Powrócił do pracy nauczyciela akademickiego we Fryburgu.